# Foster Nkodo
Foster Nkodo est un boxeur camerounais né le 13 novembre 1980 à Yaoundé, au Cameroun.

## Carrière
Il obtient une médaille de bronze dans la catégorie des welters (-69 kg) aux Jeux africains de 2007, organisés à Alger.
Il dispute son premier combat professionnel le 15 août 2008 face à Eric Clinton (victoire aux points) rt enregistre sa première défaite au cours de son 7e combat, contre l'ukrainien Viktor Polyakov.

## Référence
1. ↑  (en) Palmarès professionnel de Foster Nkodo sur le site boxrec.com